# أرتيوم سوكول (لاعب كرة قدم)
أرتيوم سوكول (الروسية: Артём Анатольевич Сокол) هو لاعب كرة قدم بيلاروسي في مركز الدفاع، ولد في 30 مارس 1994 في مينسك في بيلاروس. شارك مع منتخب روسيا البيضاء تحت 19 سنة لكرة القدم ومنتخب بيلاروسيا تحت 21 سنة لكرة القدم. أما مع النوادي، فقد لعب مع دينامو مينسك ونادي غوميل.

## وصلات خارجية
- أرتيوم سوكول (لاعب كرة قدم) على موقع قاعدة بيانات كرة القدم.إي يو (الإنجليزية)
- أرتيوم سوكول (لاعب كرة قدم) على موقع Soccerway.com (الإنجليزية)